# Episodi di 4 mamme per un delitto (prima stagione)
La prima stagione della serie televisiva spagnola 4 mamme per un delitto (Señoras del (h)AMPA), composta da 13 episodi, è stata trasmessa in prima visione in Spagna su Telecinco dal 19 giugno al 6 novembre 2019
In Italia la stagione è stata interamente distribuita sul servizio di streaming Mediaset Infinity il 3 aprile 2024.
| n° | Titolo originale                   | Titolo italiano               | Prima TV Spagna | Pubblicazione Italia |
| -- | ---------------------------------- | ----------------------------- | --------------- | -------------------- |
| 1  | Señoras que matan                  | Mamme che uccidono            | 19 giugno 2019  | 3 aprile 2024        |
| 2  | Señoras atrapadas                  | Mamme intrappolate            | 26 giugno 2019  | 3 aprile 2024        |
| 3  | Señoras que ayudan a otras señoras | Mamme che aiutano altre mamme | 3 luglio 2019   | 3 aprile 2024        |
| 4  | Señoras empoderadas                | Mamme emancipate              | 10 luglio 2019  | 3 aprile 2024        |
| 5  | Señoras sin blanca                 | Mamme al verde                | 17 luglio 2019  | 3 aprile 2024        |
| 6  | Señoras que roban                  | Mamme che rubano              | 18 luglio 2019  | 3 aprile 2024        |
| 7  | Señoras contra señoras             | Mamme contro mamme            | 25 luglio 2019  | 3 aprile 2024        |
| 8  | Señoras pilladas                   | Mamme colte in fragrante      | 2 ottobre 2019  | 3 aprile 2024        |
| 9  | Señoras a la fuga                  | Mamme in fuga                 | 9 ottobre 2019  | 3 aprile 2024        |
| 10 | Señoras violentas                  | Mamme violente                | 16 ottobre 2019 | 3 aprile 2024        |
| 11 | Señoras heridas                    | Mamme ferite                  | 23 ottobre 2019 | 3 aprile 2024        |
| 12 | Señoras que mienten                | Mamme che mentono             | 30 ottobre 2019 | 3 aprile 2024        |
| 13 | Señoras unidas                     | Mamme solidali                | 6 novembre 2019 | 3 aprile 2024        |